# Ida Pfeiffer
Pour les articles homonymes, voir Pfeiffer.
Ida Laura Pfeiffer est une exploratrice, écrivaine et naturaliste autrichienne, née le 14 octobre 1797 à Vienne, morte le 27 octobre 1858 dans cette même ville. Commençant à voyager à 45 ans, elle a effectué cinq voyages en seize ans, dont deux tours du monde. Les récits de ses voyages ont été publiés, depuis le premier jour de son départ pour la Terre sainte en 1842, jusqu'au dernier jour de son aventure malgache en 1858. Voyageant seule et sans moyens financiers, elle a rapporté de ses périples des spécimens de plantes, d'insectes et de papillons qui ont trouvé place dans les collections des musées de Vienne. Reconnue par la communauté scientifique, elle était membre des Sociétés de géographie de Berlin et de Paris.

## Biographie
Troisième enfant de la famille Reyer, appartenant à la riche bourgeoisie d'affaires de l'ère Biedermeier, elle est née à Vienne en 1797. Elle a eu pour précepteur le poète et écrivain Emil Trimmel (1786-1867). Le jeune homme lui a fait lire des récits de voyages et l'a initiée à la géographie. Il a été obligé de quitter la famille Reyer après avoir demandé Ida en mariage. Déçue, la jeune fille, qui avait de l'affection pour Emil Trimmel, accepte d'épouser en 1820 le docteur Pfeiffer, un juriste de Lemberg. Elle s'installe dans cette ville, située à 800 km au nord-est de Vienne. Son mari est de vingt-quatre ans son aîné. La situation matérielle du couple devient très difficile quand l'avocat Anton Pfeiffer perd sa clientèle, après avoir tenté de combattre la corruption. Mme Pfeiffer fait face à ces difficultés et assume l'éducation de ses deux fils. Finalement elle le quitte en 1833 et retourne à Vienne avec ses fils.
Un séjour chez un oncle, à Trieste, en 1836, ravive les envies de voyages de sa jeunesse.

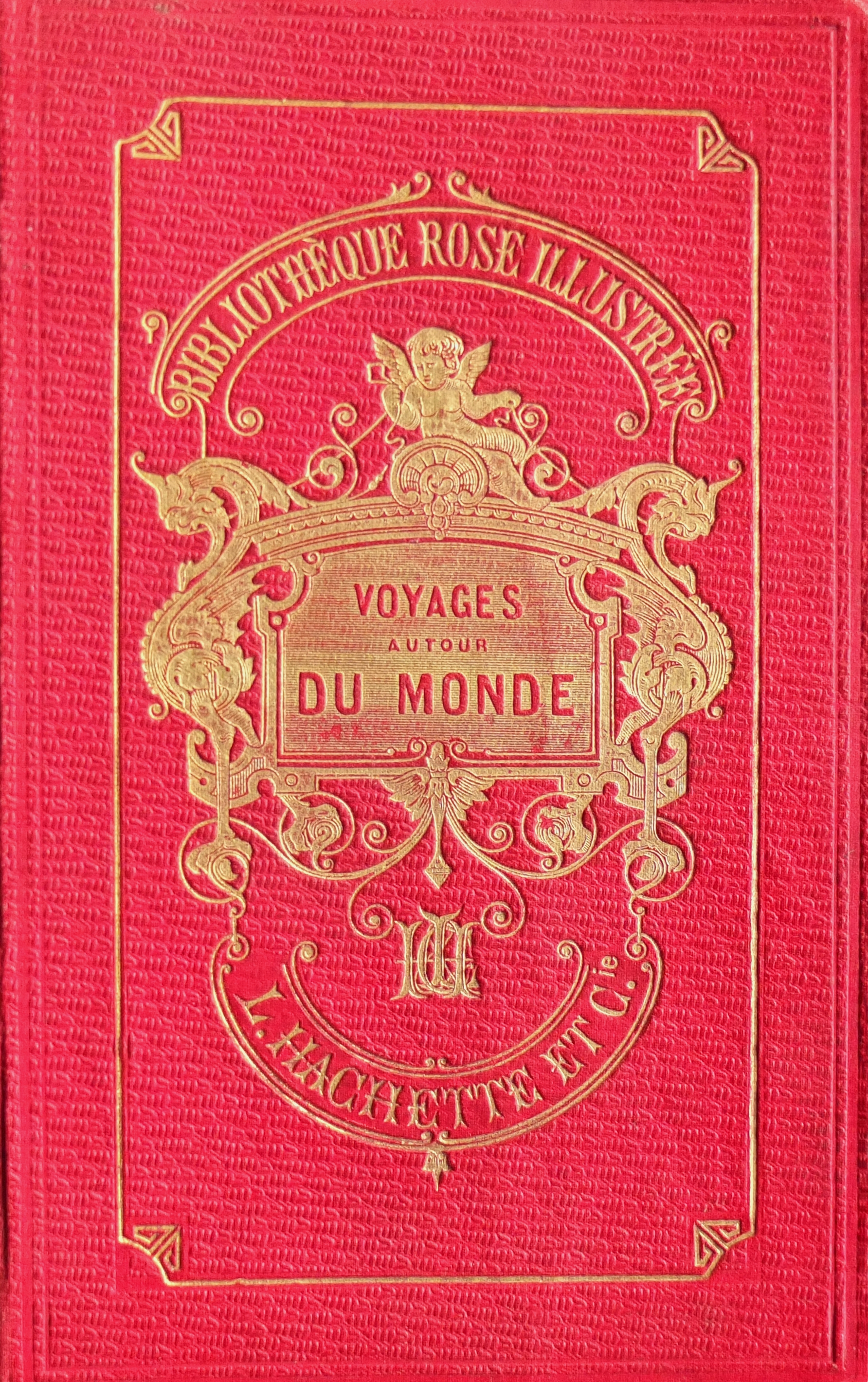
Édition en 1868 des Voyages autour du Monde dans la Bibliothèque rose illustrée, version abrégée et illustrée de 16 gravures et d'une carte.

## Premiers voyages: en Terre sainte et en Islande
Ida Pfeiffer part en 1842, à 47 ans, pour un voyage en Terre sainte. Du 22 mars au 7 décembre 1842, elle découvre l'Orient à Constantinople (Istanbul), puis visite la Palestine et l'Égypte. Elle rencontre au cours de son séjour à Jérusalem le médecin botaniste Friedrich von Berchtold (1781-1876). Un éditeur de Vienne, averti par un compagnon de voyage, lui propose de publier ses notes. Le récit paraît sous le titre : Reise einer Wienerin in das Heilige Land (Vienne 1843), soit "Voyage d'une Viennoise en Terre sainte".
En 1845, elle visite l’Islande, une destination très prisée des naturalistes et des voyageurs fortunés. Partie de Vienne le 10 avril 1845, elle arrive en Islande le 16 mai, via Prague, Hambourg, et Copenhague. Elle y reste jusqu'au 29 juillet 1845, mettant à profit ce séjour pour collecter des plantes, des insectes et des mollusques. D'août à octobre, elle visite la Scandinavie. Son récit est publié en 1846, sous le titre Reise nach den skandinavischen Norden und der Insel Island (Pest), soit "Voyage vers le nord scandinave et l'île d'Islande". L'éditeur prend la peine de préciser « par l'auteur d'une Viennoise en Terre Sainte ».

## Premier tour du monde, par le cap Horn

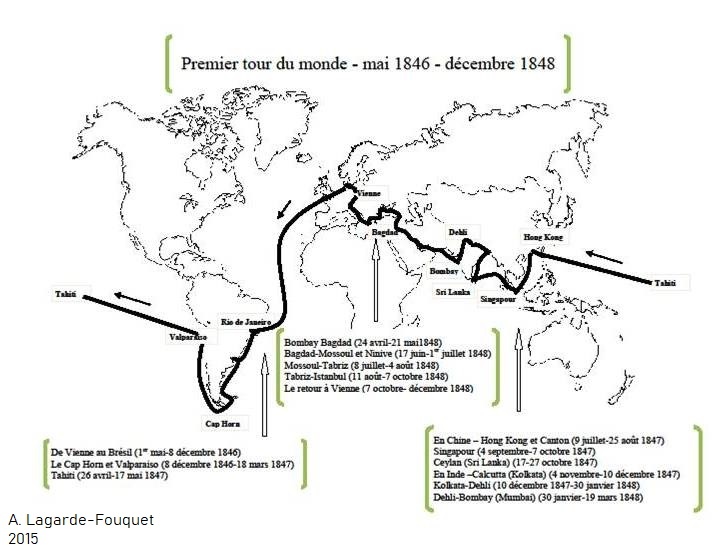
Carte itinéraire du premier tour du monde.

En 1846, elle part pour le Brésil avec l'intention cachée de faire le tour du monde par le cap Horn. De septembre à décembre 1846, elle est à Rio de Janeiro avec le comte Berchtold. Elle rencontre à Nova Friburgo le naturaliste Carl Heinrich Beske et visite des Amérindiens Puris. Passant le cap Horn le 7 février 1847, elle prend, après un court séjour au Chili, à Valparaíso, un bateau pour la Chine. Elle fait escale à Tahiti du 26 avril au 17 mai, visite l'île et assiste à une réception avec la reine Pomaré IV, dont elle fait une description savoureuse. Le 9 juillet 1847, elle débarque en Chine, à Macao, puis Hong Kong et Canton où elle séjourne du 12 juillet au 20 août 1847. Elle y décrit le caractère industrieux des Chinois et la cruauté de leur condition. On la trouve à Singapour puis à Madras en septembre et octobre 1847. Partie de Calcutta en décembre 1847, elle entreprend un grand voyage dans le nord de l'Inde qui va la conduire successivement à Bénarès, Allâhâbâd, Âgrâ, Delhi, Aurangâbâd et Bombay. Elle voyage en bateau, en char à bœufs ou à dos de chameau. En quittant Bombay, elle entame un long et difficile voyage par voie maritime, fluviale puis terrestre (caravanes) en Perse, en Asie mineure jusqu'à la mer Noire. Elle retrouve Constantinople le 7 octobre 1848. elle choisit d'écourter son séjour en Grèce pour rentrer à Vienne, en proie à la Révolution, le 4 novembre 1848. Son récit, Eine Frau fährt um die Welt (Voyage d'une femme autour du monde), est publié, deux ans plus tard.

## Second tour du monde, par le cap de Bonne-Espérance

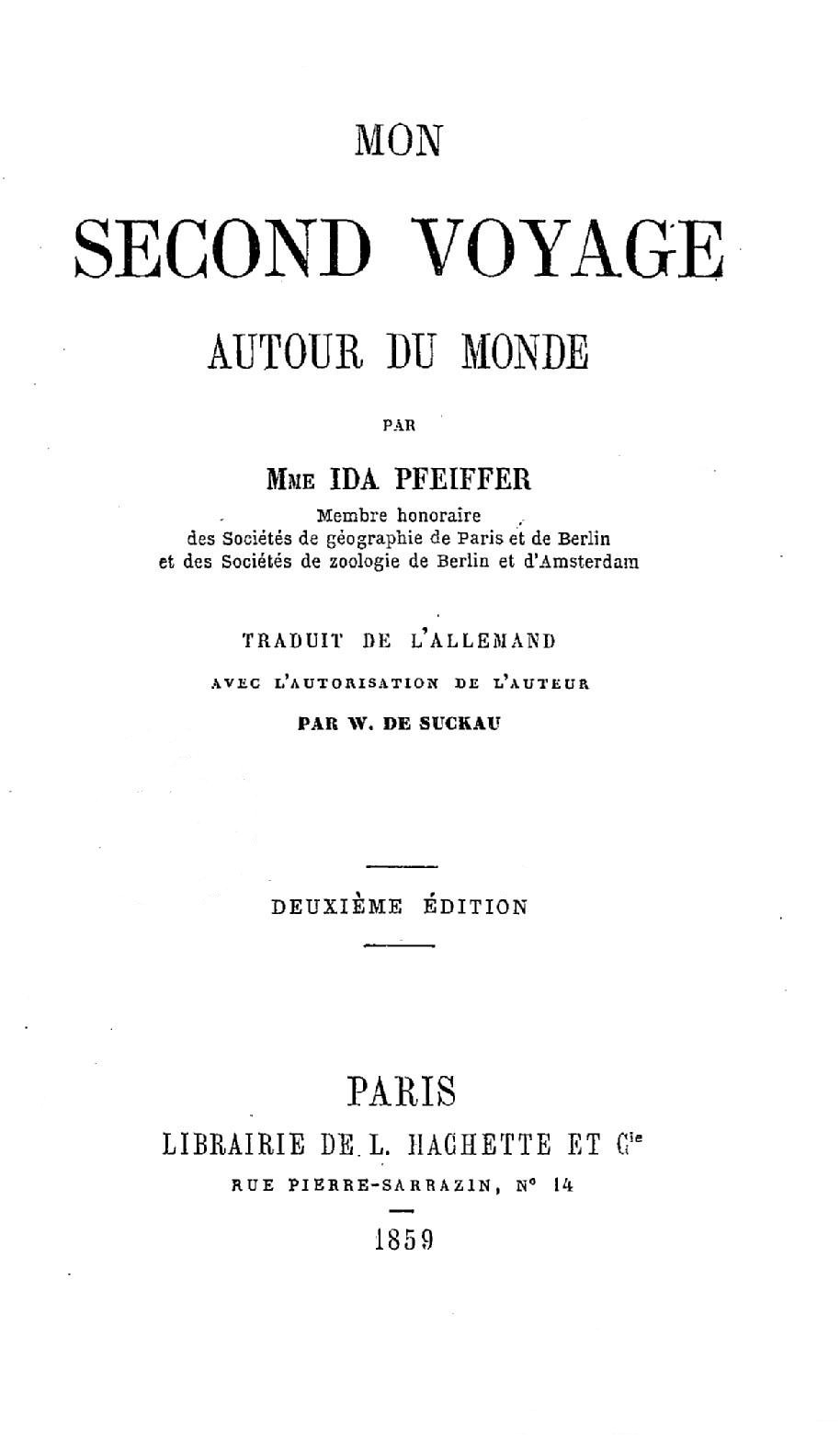
Page couverture de la traduction de son deuxième récit de voyage.

En 1851, elle entreprend un second tour du monde par le cap de Bonne-Espérance. Partie de Grande-Bretagne elle séjourne du 11 août au 25 septembre 1851, en Afrique du Sud, au Cap, mais renonce, pour des raisons financières, à explorer l’intérieur du continent. Après un séjour à Singapour, elle se rend dans l’archipel malais et passe huit mois dans les îles de la Sonde et des Moluques. Partie de Koching, alors dans le Sarawak, territoire du Rajah blanc, James Brooke, au nord-ouest de Bornéo, en décembre 1851, elle traverse seule avec une petite escorte, le pays des Dayaks. Elle effectue ce périple en bateau et à pied et visite des villages dayaks insoumis. Elle rejoint la côte ouest à Pontianak au mois de février 1852.

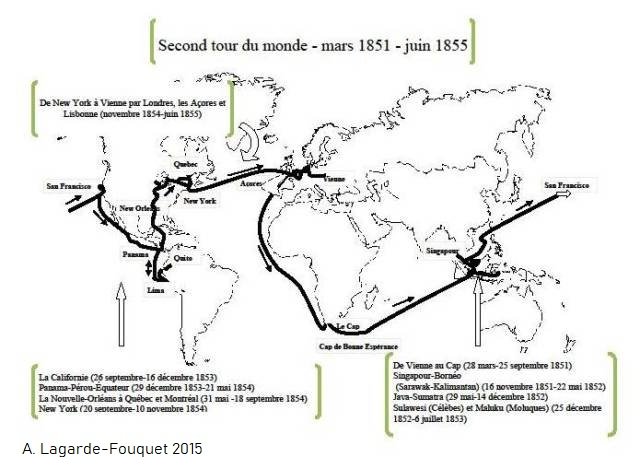
Carte itinéraire du second tour du monde/

Elle visite Java puis Sumatra. Quittant Padang le 20 juillet, elle remonte vers le nord, d'abord à cheval jusqu'à Padangsidempuan, puis à pied en direction du grand lac Toba, protégé par les Bataks. Elle doit rebrousser chemin le 15 août 1852. De décembre 1852 à juillet 1853, elle visite des îles des Moluques et des Célèbes, dont Seram qu'elle traverse à pied, à la recherche d'Aborigènes.
Elle a trouvé à Djakarta un passage gratuit pour la Californie. Elle arrive à San Francisco le 29 septembre 1853. Elle profite de son séjour pour remonter à partir de Crescent City jusqu'au territoire des Indiens de Rogue Valley. Quittant San Francisco le 16 décembre, elle débarque à Callao, via Acapulco, Panama et Guyaquil, le 19 janvier 1854. Pensant trouver de meilleures conditions pour continuer son voyage terrestre en Équateur, elle quitte le Pérou. Elle effectue le voyage Guayaquil-Quito dans de très mauvaises conditions et doit se rendre à l'évidence qu'elle ne peut pas entreprendre la traversée des Andes en cette saison. Elle revient à Guayaquil et prend un bateau pour Panama.
Elle rejoint la Nouvelle-Orléans et entreprend un voyage fluvial qui la conduit aux Grands Lacs, à Montréal et à Québec. Elle visite les chutes du Niagara et New-York.
Elle revient par Londres, mais ne rentre pas directement à Vienne, elle embarque pour les Açores, où elle retrouve son fils cadet. Elle est de retour en Autriche en juillet 1855.
Son récit paraît à Vienne en 1856 sous le titre de Meine zweite Weltreise et en France en 1885, chez Hachette, sous le titre Mon second voyage autour du monde.

## L’ultime voyage: l’aventure malgache
En mai de la même année, elle quitte Vienne avec l'intention d'aller à Madagascar. Elle fait la tournée des capitales européennes, Berlin, Londres, Paris, en quête de conseils et de soutiens. Elle a presque renoncé à Madagascar (destination malsaine et politiquement dangereuse) et à l'Australie (trop chère) pour un nouveau voyage aux Indes néerlandaises (actuelles Indonésie et Malaisie), quand elle rencontre au Cap le Français Joseph Lambert. Il connaît la reine Ranavalona Ire et envisage de faire un nouveau voyage à Madagascar. Il propose donc à Mme Pfeiffer de l'accompagner. Ida Pfeiffer séjourne cinq mois à l'île Maurice, où est installé Lambert, en attendant le départ. Elle arrive à Tamatave en mai 1857. Lambert a pris en charge tous les frais de l'expédition, et ce n'est qu'à l'arrivée à Tananarive qu'elle découvre que ses compagnons et leur hôte Jean Laborde, d'accord avec le fils de la reine, fomentent un complot pour remplacer la reine par le prince héritier Rakoto. Cette tentative de coup d’État est découverte, les protagonistes échappent à la mort, mais sont expulsés et reconduits au port de Tamatave en passant par les zones les plus malsaines de l'île. Ce voyage et le récit qu'elle en fera témoigne aussi d'une incompréhenion de sa part de la religion malgache et de la nature du pouvoir de Ranavalona Ire, à la fois reine, déesse et prétresse. Après la découverte de ce complot, cette reine s'en prend aux chrétiens, qu'elle fait rechercher sur l'île et persécuter.
De retour à Maurice le 15 septembre 1857, Ida Pfeiffer, malade, ne peut embarquer pour l'Europe que le 10 mars 1858. Elle arrive à Vienne le 15 septembre, pour y mourir le 27 octobre 1858. Son récit de voyage à Madagascar paraît en 1861, publié par les soins de son fils, sous le titre de Reise nach Madagascar.

## Principales publications
- Ida Pfeiffer, Voyage d'une femme autour du monde (texte intégral, traduit de l'allemand par W. de Suckau, Hachette, Paris, 1859, 2e éd. 1859, 612 p.)
- Ida Pfeiffer, Mon second voyage autour du monde (texte intégral, traduit de l'allemand par W. de Suckau, Hachette, Paris, 1859, 2e éd. 1859, 633 p.)
- Ida Pfeiffer, Voyage à Madagascar (texte intégral, traduit de l'allemand par W. de Suckau et précédé d'une notice historique sur Madagascar par Francis Riaux, Hachette, Paris, 1881, 273 p.)

## Émission
- [(fr) Cherchez la femme ! (13/30) Ida Pfeiffer - Les grands récits d'aventure du 19e siècle sur Arte (page consultée le 17 janvier 2023)], série en stop motion de Julie Gavras (2021), Arte, durée 0 h 4.